# Ананиндеуа
Ананиндеуа е град в щата Пара, Северна Бразилия. Населението му е 498 095 жители (2006 г.), което го прави 2-ри по население в щата. Площта му е 185,057 кв. км. Градът е основан през 1961 г. Намира се в часова зона UTC-3 на 20 м н.в. Пощенският му код е 67000-000, а телефонния 091.